# Torre del Mas Pastoret
La Torre del Mas Pastoret és una torre del poble de Monnars, al municipi de Tarragona, declarada Bé Cultural d'Interès Nacional. És una de les edificacions del mas Pastoret, el qual s'ubica dalt d'un turonet que forma part dels contraforts orientals del Gurugú, en un lloc amb bona visibilitat i domini del territori. Actualment està envoltat de terrenys erms, part bosc de pi blanc i part de garriga, però antigament totes aquestes terres eren conreus.
Aquesta torre s'ha de datar, com el mas, en el segle xvii, en el context de les freqüents incursions de pirates moros que assolaren les costes durant els segles xvi i xvii. Des de fa anys el mas està deshabitat i ja ha començat l'inexorable procés d'enrunament. Part dels trespols i de la teulada ja s'ha ensorrat. La torre es conserva en relatiu bon estat.

## Descripció
L'estructura actual d'aquesta masia correspon al segle xvii, amb ampliacions dels segles xviii i xix que s'annexen a l'est del mas originari. És un edifici compacte envoltat de baluard sense elements arquitectònics remarcables, si exceptuem la torre i la porta principal d'accés, amb arcada de pedra que du, en la clau, les lletres IHS i l'any 1612 que ens data l'edifici.
La torre se situa a l'oest del mas, separada del cos principal, però unida per un pont d'obra, posterior, a nivell del primer pis. Es tracta d'una torre circular, de 4,30 metres de diàmetre intern, amb un gruix de mur d'1 metre, més una sortida en talús de 0,70 m, aproximadament. L'alçada total és de 12 metres. L'aparell és de maçoneria irregular, amb les obertures emmarcades per carreus. Hi ha molt poques obertures, una a la planta baixa, en el talús i al nord, amb un lleuger vessament, una altra en el primer pis que comunica amb el mas, a més de diverses espitlleres molt estretes i una petita finestra quadrada. A la part superior es conserven parcialment quatre matacans sobre mènsules de pedra, com també gàrgoles cilíndriques per drenar la terrassa, el sòl de la qual està ensorrat. La distribució interior és de planta, dos pisos i terrassa. Es conserven dues de les voltes cupuliformes, amb marques de l'encofrat de canyes en el morter.
Pel que fa al mas pròpiament, destaca un cos principal de tres pisos amb diferents obertures situades sense seguir una ordenació concreta. Els altres edificis, es troben tots mig o totalment enrunats. La construcció, en general de poca qualitat, es basa en la maçoneria i la fusta s'utilitza en les cobertes i en les llindes de les finestres i portes. Precisament, la porta que donava accés al mas és un llarg cabiró que encara es conserva, així com la mateixa porta.